# Гіл Робертс
Гіл Робертс (англ. Gil Roberts; нар. 15 березня 1989, Оклахома-Сіті, Оклахома, США) — американський легкоатлет, що спеціалізується на спринті, олімпійський чемпіон 2016 року. 

## Кар'єра
| Рік  | Чемпіонат                    | Місце проведення         | Місце | Дисципліна | Результат |
| ---- | ---------------------------- | ------------------------ | ----- | ---------- | --------- |
| 2012 | Чемпіонат світу в приміщенні | Стамбул, Туреччина       | 1     | 4 x 400 м  | 3:03.94   |
| 2016 | Олімпійські ігри             | Ріо-де-Жанейро, Бразилія | 9     | 400 м      | 44.65     |
| 2016 | Олімпійські ігри             | Ріо-де-Жанейро, Бразилія | 1     | 4 x 400 м  | 2:57.30   |